# Легионът на супергероите (сериал)
„Легионът на супергероите“ (на английски: Legion of Super Heroes) е американски анимационен сериал, продуциран от Warner Bros. Animation, който дебютира на 23 септември 2006 г., базиран на героите от ДиСи Комикс. Той разказва за приключенията на младия Супермен през 31 век, борейки се заедно с група футуристични супергерои, познати като „Легионът на супергероите“.

## „Легионът на супергероите“ в България
В България сериалът започва излъчването си на 30 ноември 2008 г. по Нова телевизия като част от детската програма „Часът на Уорнър“, всяка неделя от 09:00 и завършва на 24 май 2009 г. В края на декември и началото на януари 2009 г. са повторени първите пет епизода. На 9 януари започва излъчване в 06:30, като е повторен шести епизод. От 12 януари се излъчва всеки делничен ден от 06:00, като първо е повторен седми епизод, а след него е премиерата на осми. Останалите епизоди, които се излъчват, са премиери и първи сезон завършва на 15 януари, а тези в неделите се водят повторения и завършват на 22 февруари, като след тях на 1 март започват премиерите на втори сезон. Последният епизод е излъчен на 24 май. Ролите се озвучават от артистите Мина Костова, Мариан Бачев, Здравко Стайков в първи сезон, Здравко Методиев във втори и Камен Асенов.
На 28 ноември 2009 г. започва повторно излъчване по PRO.BG, всяка събота и неделя от 09:00 по два епизода един след друг, като форматът на картината е 16:9, а дублажът е записан наново и е на Имидж Продакшън. Ролите се озвучават от артистите Мина Костова, Емил Емилов, Илиян Пенев, Георги Велизаров и Камен Асенов.
На 9 март 2010 г. започва повторно излъчване на втори сезон по Диема Фемили, всяка делнична сутрин от 06:20 с първия дублаж и завършва на 25 март.